# Ines Nobili
Inès Nobili (Roma, 16 novembre 1967) è un'attrice italiana.

## Biografia
Ines Nobili si è laureata in Psicologia, con il massimo dei voti, all'Università La Sapienza di Roma. La sua carriera cinematografica inizia nel 1991 con il film La villa del venerdì, regia di Mauro Bolognini. Nel 1998 recita accanto a Carlo Verdone e Regina Orioli in Gallo cedrone.
Nel 2000 e nel 2001 recita rispettivamente in Chiedimi se sono felice di Aldo, Giovanni e Giacomo e in L'ultimo bacio regia di Gabriele Muccino. Nel 2005 è protagonista del film Legami sporchi di Giorgio Molteni. La sua carriera televisiva inizia con La ragnatela, regia di Alessandro Cane (1991). La massima popolarità la raggiunge nel 2006 partecipando come co-protagonista nella serie tv di Canale 5, Carabinieri, nel ruolo del maresciallo Barbara Fulci.
Nel 2018 è nel film di Stefano Calvagna "Cattivi & Cattivi".

## Filmografia

### Cinema
- La villa del venerdì, regia di Mauro Bolognini (1991)
- Ci hai rotto papà, regia di Castellano e Pipolo (1993)
- Dove siete? Io sono qui, regia di Liliana Cavani (1993)
- Caino e Caino, regia di Alessandro Benvenuti (1993)
- Gallo cedrone, regia di Carlo Verdone (1998)
- Chiedimi se sono felice, regia di Aldo, Giovanni e Giacomo (2000)
- L'ultimo bacio, regia di Gabriele Muccino (2001)
- Legami sporchi, regia di Giorgio Molteni (2004)
- Balla che ti passa, regia di Joseph Tito (2005)
- Tonino, regia di Stefano Calvagna (2013)
- Fuori c'è un mondo, regia di Giovanni Galletta (2017)
- When Nuvolari Runs: The Flying Mantuan, regia di Tonino Zangardi (2018)

### Televisione
- La ragnatela, regia di Alessandro Cane - miniserie TV (1991)
- Cronaca nera, regia di Faliero Rosati – film TV (1992)
- Don Matteo – serie TV, episodio Il ricatto (2000)
- Le ragazze di Piazza di Spagna 3 – serie TV (2000)
- Camici bianchi – serie TV (2001)
- Tutto in quella notte, regia di Massimo Spano – film TV (2002)
- Gli insoliti ignoti, regia di Antonello Grimaldi – film TV (2003)
- Incantesimo – serie TV (2003)
- Diritto di difesa – serie TV (2004)
- Padre Speranza, regia di Ruggero Deodato – film TV (2005)
- Carabinieri 5 e 6 – serie TV (2006-2007)
- La squadra 8 – serie TV (2007)
- Distretto di Polizia – serie TV, episodio 10x20 (2010)

## Pubblicità
- Caffè Hag, Regione Marche, Diet Kinnie, Citroen Ax, Amaro Lucano, Volkswagen Polo, Pagine Gialle.